# Brendan Perlini
Brendan Perlini (* 27. April 1996 in Guildford, England) ist ein britisch-kanadischer Eishockeyspieler, der seit Juli 2025 beim HC Lugano aus der Schweizer National League unter Vertrag steht und dort auf der Position des linken Flügelstürmers spielt. Zuvor absolvierte Perlini unter anderem 262 Spiele für die Arizona Coyotes, Chicago Blackhawks, Detroit Red Wings und Edmonton Oilers in der National Hockey League (NHL).

## Karriere
Brendan Perlini wuchs in einer Eishockeyfamilie auf. Sein Vater, Fred Perlini, spielte selbst acht Spiele für die Toronto Maple Leafs in der National Hockey League. Den Großteil seiner Karriere verbrachte er allerdings in England, sodass Brendan in Guildford zur Welt kam, wo sein Vater gerade für die Guildford Flames aktiv war. Sein Bruder Brett ist ebenfalls Eishockeyspieler, wurde 2010 von den Anaheim Ducks an 192. Stelle gedraftet und steht aktuell in der Elite Ice Hockey League bei den Nottingham Panthers unter Vertrag. Im Gegensatz zu Brendan spielt Brett international für Großbritannien.
Brendan Perlini begann in England mit dem Eishockeyspielen und zog mit seiner Familie im Alter von elf Jahren zurück nach Kanada, in die Heimatstadt seines Vaters, Sault Ste. Marie, Ontario. Im Juniorenbereich spielte er daraufhin erst in Sault Ste. Marie, bevor er 2010 nach Detroit zu den Belle Tire wechselte. Dort verbrachte er zwei Jahre, erzielte 79 Scorerpunkte in 71 Spielen und wurde anschließend in der OHL Priority Selection 2012 von den Barrie Colts an 16. Position ausgewählt. Somit spielte Perlini ab der Saison 2012/13 in der Ontario Hockey League, einer der drei Top-Juniorenligen Kanadas. Nach nur einem halben Jahr gaben ihn die Colts an den Ligakonkurrenten Niagara IceDogs ab.
In den folgenden eineinhalb Jahren bei den IceDogs kam Perlini auf 81 Punkte in 85 Spielen, sodass er in den Fokus der U18-Nationalmannschaft rückte, mit ihr an der U18-Junioren-Weltmeisterschaft 2014 teilnahm und dort die Bronzemedaille gewann. Im anstehenden NHL Entry Draft 2014 wird Perlini als eines der vielversprechendsten Talente angesehen, so wird er von den Central Scouting Services in der Rangliste der Feldspieler Nordamerikas auf Rang acht eingestuft. Im Zuge dessen nahm er auch am CHL Top Prospects Game 2014 teil. Im anschließenden Entry Draft wählten ihn die Arizona Coyotes an 12. Position aus und nahmen ihn im Juli 2014 direkt unter Vertrag, wobei er vorerst weiterhin für die IceDogs aktiv ist. Am Ende der Saison 2014/15 gab Perlini sein Profidebüt, als er vier Playoff-Spiele für die Portland Pirates, das Farmteam der Coyotes aus der American Hockey League (AHL), absolvierte.
Mit Beginn der Saison 2015/16 kehrte er allerdings vorerst in die OHL zurück und nahm währenddessen an der U20-Junioren-Weltmeisterschaft teil, wo er mit der Mannschaft den sechsten Platz belegte. Nach Ende der Spielzeit schied Perlini aus Altersgründen aus der OHL aus und kam mit Beginn der Saison 2016/17 für das neu gegründete Farmteam der Coyotes, die Tucson Roadrunners, in der AHL zum Einsatz. Anfang Dezember debütierte der Angreifer zudem in der National Hockey League (NHL) bei den Coyotes, wo er sich im Laufe der Spielzeit etablierte und auf 21 Scorerpunkte in 57 Spielen kam. Mit Beginn der Spielzeit 2018/19 stagnierten die Leistungen des gebürtigen Briten. Nach lediglich sechs Punkten aus den ersten 22 Saisonspielen wurde er im November 2018 gemeinsam mit Dylan Strome an die Chicago Blackhawks abgegeben. Als Kompensation wechselte Nick Schmaltz zu den Coyotes.
In Chicago war Perlini knapp ein Jahr aktiv, ehe er im Oktober 2019 an die Detroit Red Wings abgegeben wurde. Im Gegenzug erhielten die Blackhawks den Nachwuchs-Verteidiger Alec Regula. Bei den Red Wings wurde sein auslaufender Vertrag nach der Saison 2019/20 nicht verlängert. Im Januar 2021 schloss er sich in der Folge dem HC Ambrì-Piotta aus der Schweizer National League an, bei dem er die Spielzeit 2020/21 verbrachte. Anschließend gelang ihm die Rückkehr in die NHL, indem er im August 2021 einen Einjahresvertrag bei den Edmonton Oilers unterzeichnete. Dieser wurde am Saisonende nicht verlängert. Im Oktober 2022 wurde Perlini auf Probe von den Chicago Wolves aus der AHL verpflichtet und bestritt 26 Spiele für das Team. Über einen weiteren Probevertrag wurde der Stürmer im Oktober des folgenden Jahres vom Ligakonkurrenten Charlotte Checkers angestellt und absolvierte dort die Spielzeit 2023/24. Anschließend befand der gebürtige Brite sich bis Mitte Dezember 2024 wieder auf der Suche nach einem Arbeitgeber, den er schließlich im HK Spartak Moskau aus der Kontinentalen Hockey-Liga (KHL) fand.
Aufgrund von Anpassungsproblemen wurde das Vertragsverhältnis nach vier Einsätzen bereits im Januar 2025 wieder aufgelöst und der gebürtige Engländer schloss sich einen Monat später dem Lausanne HC aus der Schweizer National League bis zum Saisonende an. Mit dem LHC erreichte er die Vizemeisterschaft. Anschließend blieb Perlini in der Schweiz und schloss sich für die Saison 2025/26 dem Ligakonkurrenten HC Lugano an.

## Erfolge und Auszeichnungen
- 2014 Teilnahme am CHL Top Prospects Game
- 2014 Bronzemedaille bei der U18-Junioren-Weltmeisterschaft
- 2025 Schweizer Vizemeister mit dem Lausanne HC

## Karrierestatistik
Stand: Ende der Saison 2024/25

### International
Vertrat Kanada bei:
- U18-Junioren-Weltmeisterschaft 2014
- U20-Junioren-Weltmeisterschaft 2016

(Legende zur Spielerstatistik: Sp oder GP = absolvierte Spiele; T oder G = erzielte Tore; V oder A = erzielte Assists; Pkt oder Pts = erzielte Scorerpunkte; SM oder PIM = erhaltene Strafminuten; +/− = Plus/Minus-Bilanz; PP = erzielte Überzahltore; SH = erzielte Unterzahltore; GW = erzielte Siegtore; 1 Play-downs/Relegation; Kursiv: Statistik nicht vollständig)